# Cyberflirt
Cyberflirt (ang. cyberflirting) – flirtowanie w Internecie lub cyberprzestrzeni oparte na posługiwaniu się tekstem (czatem i mejlami) z wyłączeniem opcji wideo i głosowej. Powtarzający się za pomocą komputera kontakt między dwiema osobami może sprawić, że żywione są coraz bardziej pozytywne i silne wzajemne uczucia aż do ewentualnego przerodzenia się znajomości w internetową miłość. Jest to stosunkowo nowe zjawisko, wymagające dalszych obserwacji i analiz psychologiczno-socjologicznych w celu pełnego poznania.

## Charakterystyka
Kobiety i mężczyźni angażują się we flirtowanie online, aby  znaleźć prawdziwego partnera życiowego albo partnera do romantycznej lub seksualnej relacji, która ma miejsce wyłącznie w sieci.
Większość osób korzystających w sieci z tzw. pokoi na czacie (ang. chat room) w celu nawiązania znajomości chroni swoją anonimowość. Partnerzy używają tzw. nicków, czyli nazw, pod którymi ukrywają swoją prawdziwą tożsamość. W relacjach zarówno kobiety, jak i mężczyźni, pomimo że często nie ujawniają imienia i nazwiska, to generalnie są prawdomówni. Nicki odgrywają istotną rolę w autoprezentacji i z reguły pozwalają określić płeć rozmówcy, choć nie zawsze.
Zaangażowanie się w kokieteryjne zachowanie w wirtualnym świecie może być rozumiane jako rodzaj odizolowanej od codziennego życia zabawy dla dorosłych, obowiązkowo zawierającej w sobie pewną porcję iluzji dotyczącej partnera, w której partnerzy charakteryzują się i komunikują poprzez tekst pisany.
Idealizacja partnera, w tym przypadku kreowanie wyidealizowanego wizerunku internetowego, stanowi element konieczny do pojawienia się głębokich uczuć.
Niekiedy partnerzy poświęcają codziennie wiele godzin na długie i głębokie rozmowy internetowe lub pisanie mejli, co sprawia, że znają się lepiej niż dwoje ludzi utrzymujących znajomość w relacji offline. W sieci najczęściej najpierw zostaje się przyjaciółmi, a następnie kochankami. Wspólnie dwoje internautów tworzy obraz dwóch zakochanych w sobie osób.
Flirtowanie w sieci zawiera w sobie magiczny realizm, w którym zostają rozmyte granice między światem realnym a światem naszej fantazji. Do elementów realistycznych należą m.in. emocje, opis uśmiechu, śmiechu, dotyku i inne elementy obecne w tekście. Elementy fantastyczne obejmują wyimaginowany atrakcyjny wygląd zewnętrzny i nową, interesującą tożsamość uczestnika gry miłosnej (tworzenie „idealnego ja”). Flirt w sieci nie daje możliwości fizycznego kontaktu i fizycznej intymności ciał, aczkolwiek ciało, jego wygląd, w dalszym ciągu odgrywa znaczącą rolę w relacjach internetowych dwojga osób. Komunikację niewerbalną, istotną podczas flirtowania w realnym świecie, w pewnym sensie zastępuje arsenał internetowych gadżetów, tj. emotikony (śmiejące się buźki, przymrużenie oczu, serduszka, buziaczki i czułe objęcia) i akronimy (LOL, BG).

## Porównanie flirtowania online i offline
Kontakty towarzyskie lub uczuciowe na odległość były możliwe już wcześniej poprzez pisanie romantycznych listów, szczególnie popularne w okresie sentymentalizmu. Znane były także romanse telegraficzne. Kontakty towarzyskie lub uczuciowe za pośrednictwem komputera tym różnią się od wyżej wymienionych metod komunikacji, że pozwalają na natychmiastowy przekaz wiadomości, a tym samym ulotnych emocji.
Flirtowanie w sieci różni się od flirtowania, które ma miejsce poza siecią. Zabawa w miłość w Internecie nosi jednak pewne znamiona charakterystyczne dla flirtowania offline, lecz daje możliwość większego fantazjowania, np. przypisania sobie atrakcyjnego wyglądu zewnętrznego zamiast zadbania o swój wygląd zewnętrzny; posiadania wyższego wykształcenia, dobrej pracy czy wysokiego statusu materialnego albo nawet wcielenia się w inną płeć. Uczestnik flirtowania w sieci może sobie snuć wyobrażenia na temat wyglądu swojego internetowego partnera i przypisać mu zauroczenie swoją osobą. Tym niemniej nie wszyscy flirtujący w sieci nadużywają możliwości, które oferuje im Internet. Partner zostaje również oceniany na podstawie umiejętności pisarskich i sztuki konwersacji. Od stopnia opanowania sztuki konwersacji, responsywności (zgodności odpowiedzi partnera na nasze działania), częstości, ilości i głębokości rozmów prowadzonych przez partnerów zależy dalszy rozwój związku – przejście do zażyłej relacji. Odległość między partnerami nie odgrywa tutaj roli. Umiejętność ładnego pisania wydaje się ważniejsza w związkach online niż atrakcyjność fizyczna, stąd za atrakcyjną zostaje uznana osoba, z którą spędziło się w sieci już trochę czasu rozmawiając i poznając się wzajemnie. Flirtowanie online pozwala na bycie kreatywnym i eksperymentowanie oraz wydaje się być bezpieczniejszym miejscem do flirtowania niż świat realny, gdyż ewentualne odrzucenie miłości jest obarczone mniejszym ryzykiem wywołania uczucia rozpaczy, także prawdopodobieństwo realnego spotkania się z obiektem internetowej miłości jest niewielkie.
W grze miłosnej czatujący ze sobą partnerzy nie są w stanie doświadczyć zapachu ani barwy głosu, nie mogą też ocenić stopnia wzajemnego zaangażowania i atrakcyjności poprzez przybliżenie się do swojego rozmówcy czy obserwowanie ruchu jego ciała. Przerwy w komunikacji mogą wynikać ze złego połączenia internetowego czy słabej umiejętności pisania na komputerowej klawiaturze i niekoniecznie muszą świadczyć o braku zainteresowania.
Szczerość, poświęcenie i zaufanie są cenione zarówno w relacjach tradycyjnych, jak i internetowych.

## Miłość internetowa
Powodem zawierania znajomości w sieci może być samotność i poszukiwanie bratniej duszy, chęć znalezienia przyjaciela lub poszerzenia kontaktów towarzyskich, potrzeba głębokiej rozmowy czy zwykła ciekawość.
W niektórych przypadkach związki powstałe w wirtualnym świecie są z sukcesem kontynuowane także poza nim, podczas gdy w innych przypadkach związki lepiej układają się wyłącznie w wirtualnej rzeczywistości. Zmiana sposobu komunikowania się, np. z czatu i mejli na telefon może nie przypaść do gustu i prowadzić do zakończenia zabawy.
Dobre poznanie drugiej osoby przez długie konwersacje, ciągłą responsywność oraz zaangażowanie rozmawiających plus uznanie jej cech za wystarczająco atrakcyjne może prowadzić do jej pokochania (pokochania jej duszy), pomimo braku kontaktów fizycznych niezbędnych do okazania namiętności i nieznajomości jej rzeczywistego wyglądu. W przeprowadzonych badaniach psychologicznych zakochani za pośrednictwem komputera wysoko oceniali przeżywaną miłość oraz twierdzili, że osoba o dobrym sercu i pięknej duszy nie może być brzydka.
Związek towarzyski zawarty na publicznym portalu może ewoluować: partnerzy wymieniają się adresami mejlowymi i kontynuują dalsze rozmowy prywatnie na czacie, wymieniają się zdjęciami, numerami telefonów, nierzadko zdarza się, że rozmawiają z użyciem kamery wideo, aż wreszcie dochodzi do spotkania w realnym świecie. Osoba, która w sieci obdarzy kogoś uczuciem z reguły dąży do spotkania i przeniesienia relacji ze świata wirtualnego do świata rzeczywistego; zaczyna także bardziej dbać o swój wygląd zewnętrzny. Spotkanie „na żywo” może prowadzić do pojawienia się namiętności albo dochodzi do rozczarowania osobą partnera. W około 33% przypadków internetowych związków dochodzi do spotkania twarzą w twarz, zawsze jednak po uprzedniej rozmowie telefonicznej. Romantyczna znajomość internetowa dotyczy około 6% przypadków. Nierzadko związek dwojga osób, który narodził się w Internecie został uwieńczony małżeństwem. Jednak większość relacji (80%) ma charakter przypadkowy lub przyjacielski. Utrata wirtualnego kochanka (zaufanej osoby w sieci) jest bolesna i przykra.

## Niewierność w sieci
Elektroniczna więź między dwojgiem ludzi w sieci dostarcza głównie bezwarunkowego wsparcia, pocieszenia i zrozumienia, ale także podekscytowania, romantyczności i namiętności – elementów, których może brakować w legalnym związku. Elektroniczna rozmowa może stać się ucieczką od realnych problemów małżeńskich, zamiast podjęcia próby ich rozwiązania. W wielu przypadkach zabawa w miłość w sieci może pełnić funkcję terapeutyczną, ale może także wywoływać wycieńczenie, zmęczenie.
Internetowe znajomości i internetowa aktywność erotyczna wywierają poważny wpływ na związek partnerski offline, ze względu na to, że energia (zainteresowanie, zaangażowanie i czas) jest poświęcana innej osobie, a nie małżonkowi, jednak nie wszyscy uważają wirtualną zdradę za przejaw małżeńskiej nielojalności. Za niewierność małżeńską w sieci uznaje się myśli, uczucia i zachowania, które mają miejsce poza legalnym związkiem partnerskim w taki sposób, że negatywnie wpływają one na interakcje i intymność w małżeństwie (traktując małżeństwo jako emocjonalną i seksualną „ekskluzywność” dwojga partnerów). Cokolwiek celowo ukryte przed partnerem małżeńskim może prowadzić do emocjonalnego dystansu w małżeństwie. Sekretność stanowi główny czynnik definiujący niewierność, np. utrzymywane w tajemnicy romantyczne lub erotyczne zaangażowanie z inną osobą w sieci. W przypadku zamężnych kobiet lub żonatych mężczyzn miłostki internetowe mogą stać się przyczyną rozpadu małżeństwa. Potencjalne sygnały zaangażowania się w internetową zdradę obejmują m.in. korzystanie z komputera w nocy, gdy inni domownicy już śpią, eskalacja czasu spędzanego w sieci, żądanie prywatności podczas korzystania z komputera, kłamanie na temat aktywności komputerowej, brak zainteresowania rozmową czy wspólnym spędzaniem czasu z małżonkiem, przedkładanie komputera ponad zabawę z dziećmi.